# Модель рациональной зависимости
Модель рациональной зависимости — теория в поведенческой экономике о том, что потребитель приобретает привычку к вредному благу (addictive good) рационально, то есть он максимизирует свою полезность во времени. Эта теория была разработана Кевином М. Мёрфи и Гэри Бэккером.

## Описание модели
Базовая предпосылка модели состоит в том, что индивид принимает рациональное решение, максимизируя свою дисконтированную полезность при совершенной информации, то есть, индивид обладает полной информацией об этом благе: он может предвидеть привыкание, он точно знает, как потребление блага повлияет на него, его будущее, его предпочтения и пр.
Согласно теории рационального потребления индивид рассматривает товары, к которым происходит привыкание (addictive goods), в долгосрочном периоде. При этом под долгосрочным периодом либо подразумевается конечное количество лет жизни потребителя, достаточное для проявления негативного эффекта от привычки, либо весь жизненный горизонт индивида.

### Стадии привыкания
В модели выделяют следующие стадии привыкания: толерантность (tolerance), закрепление (reinforcement) и прекращение приема вредных благ (withdrawal).
Толерантность предполагает, что увеличение потребления вредного блага увеличивает общую полезность индивида, в то время как уменьшение потребления производит негативный эффект.
Закрепление означает рост предельной полезности блага по мере увеличения его потребления (то есть потребление дополнительной единицы вредного блага приносит большую полезность, чем потребление предыдущей единицы вредного блага).
Прекращение потребления вредного блага происходит только тогда, когда происходит снижение общей полезности (негативные эффекты на здоровье индивида и пр.).

### Равновесие
Рационально привыкающий индивид находится в неустойчивом равновесии, вокруг которого периодически происходят колебания.
Гэри Бэккер показывает это на примере переедания.
С увеличением потребления пищи увеличивается вес и ухудшается здоровье. Пусть текущее потребление пищи определяется двумя типами запасов потребительского капитала: весом и пищевым капиталом («eating capital»).
Чтобы получить циклы переедания и диет, один из запасов (скажем пищевой капитал) должен быть взаимодополняющим к принятию пищи и иметь более высокую норму обесценивания, тогда как другой капитал (вес) должен быть субститутом.
Пусть, что индивид с маленьким весом и небольшим «пищевым капиталом» привыкает к чрезмерному употреблению пищи. Поскольку с течением времени увеличивается количество принимаемой пищи, то «пищевой» капитал должен увеличиваться быстрее, чем вес, поскольку он имеет более высокую норму обесценивания.
В конечном счете, количество принимаемой пищи достигнет некоторого уровня и начнет падать. Тогда, более низкое потребление пищевых продуктов обесценивает запас «пищевого» капитала относительно веса, и уменьшенный «пищевой» капитал не допускает увеличения принятия пищи даже после того, как начал падать вес.
Переедание возобновится лишь в том случае, когда вес примет относительно низкое значение. Тогда, увеличение количества принимаемой пищи увеличивает «пищевой» капитал, и цикл начинается снова.

### Отказ от вредных привычек
Кевин М. Мёрфи и Гэри Бэккер предлагают два метода избавления от привыкания к вредным благам:
1. Первый вариант предполагает, что существует некий равновесный, оптимальный уровень потребления вредного блага и со временем потребление индивидом этого блага будет сходиться к данному равновесному уровню.
2. Второй вариант предполагает, что подобного оптимума не существует. В данном случае единственным выходом для рационального потребителя будет принятие волевого решения: резкое прекращение употребления вредного блага (cold turkey). Индивид действительно прекратит употреблять вредные блага только в том случае, когда его долгосрочные выгоды станут настолько высоки, что превысят краткосрочные издержки, связанные с отказом от привычки.